# Stazione di Firenze Statuto
1 Firenze Campo di Marte
2 Firenze Castello
3 Le Cure
4 Le Piagge
5 Firenze Rifredi
6 Firenze Rovezzano
7 Firenze San Marco Vecchio
8 Firenze Santa Maria Novella
9 Firenze Statuto
La stazione di Firenze Statuto è una stazione ferroviaria a servizio dell'omonimo quartiere di Firenze, posta sulla linea direttissima Firenze-Roma. È una delle opere architettoniche più importanti di Cristiano Toraldo di Francia.

## Storia
L'incarico della redazione di un progetto per la sistemazione dello scalo ferroviario di Firenze Statuto venne dato all'architetto Cristiano Toraldo di Francia nel 1985, nell'ambito di un programma di riorganizzazione generale del nodo ferroviario fiorentino varato dalla II Unità Speciale delle Ferrovie dello Stato.
Il sovrappasso su via dello Statuto, costituito da una coppia di ponti impostati su basamenti in finta pietra, doveva nei programmi essere trasformato in una piccola stazione di transito per treni regionali, a servizio soprattutto del complesso ospedaliero di Careggi e del vicino polo espositivo della Fortezza da Basso.
Oltre alla chiarezza dell'organizzazione funzionale, il progetto mirava fin dall'inizio a riscattare "il senso di squallore" che la scarpata della ferrovia, come prima barriera di separazione con la città, trasmetteva a chi provenisse da nord-ovest: il muro di contenimento esteso ai lati del sovrappasso si presentava infatti come mero supporto di cartelloni pubblicitari, coperto da una vegetazione casuale e corredato di elementi eterogenei nel suo spazio antistante (un vespasiano nell'angolo tra la scarpata e il ponte su via dello Statuto, casottini prefabbricati ecc.), mentre il collegamento con il piano del ferro era affidato ad una scaletta con uno scomodo attacco in strada.
Nella prima ipotesi progettuale, la nuova stazione era impostata alla stessa quota del rilevato esistente, e caratterizzata da una pensilina metallica sorretta da una pilastratura a tutta altezza, collocata sulla destra del sovrappasso ferroviario e collegata alla piazza mediante un sistema di risalite verticali.
Il ponte su via dello Statuto, che secondo il progettista "ricorda il prototipo di ponte fluviale in pietra, il ponte a Santa Trinita dell'Ammannati", veniva a sua volta inglobato al centro da due muri curvi, realizzati in laterizio a vista, contenenti i servizi igienici previsti per il contiguo mercato, mentre sulla sinistra svettava una torretta a copertura triangolare metallica sormontata da un orologio murale. Ai lati delle due emergenze asimmetriche della loggia porticata e della torretta, la scarpata di contenimento era rimodellata a terrazzamenti digradanti piantumati.
Nel 1987 il progetto venne radicalmente modificato in seguito alla decisione da parte delle Ferrovie di destinare Firenze Statuto, data la sua ottima collocazione nella struttura urbana e la possibilità del rapido collegamento con il vicino centro storico, a fermata per i treni superveloci della tratta Roma-Milano, convogli il cui assetto non consente l'entrata e l'uscita da stazioni di testa quale Firenze Santa Maria Novella.
Pur mantenendo alcune ipotesi iniziali - muri in laterizio, loggiato a doppia altezza, collegamenti verticali a vista - le nuove necessità funzionali orientarono il progetto verso un aumento dello sviluppo del fabbricato lungo il piano del ferro, al fine di accogliere le diverse strutture legate alla sosta di treni specializzati.
I marciapiedi furono così allungati a 250 metri e di conseguenza anche le pensiline ed il fronte dell'intervento vennero portati ad una lunghezza di 140 metri; sul piano formale venne abbandonata l'asimmetria della prima formulazione a favore della "ricomposizione di una simmetria di prospetto che ha come asse di riferimento la linea passante per la chiave del ponte in cemento".
Le nuove ipotesi progettuali tentavano cioè di fondere "l'immagine del rilevato con quella della Stazione stessa", cercando subito di connotare la Firenze Statuto in senso scenografico, come una nuova porta di accesso al nucleo storico cittadino.
Segno esplicito di tale intenzione è la citazione della finestra buontalentiana in pietra posta al centro della grande travatura metallica Vierendel anteposta al ponte "ammannatiano" su via dello Statuto.
I lavori vennero seguiti per la parte strutturale dall'ingegner Grasso dell'Ufficio Tecnico delle Ferrovie dello Stato, mentre la direzione artistica venne affidata a Toraldo di Francia.
La fermata venne attivata nel 1988.
Nel 1991, a pochi mesi dalla fine dei lavori, il Compartimento Ferroviario di Firenze decise lo spostamento della fermata dei convogli specializzati dell'Alta Velocità a Firenze Rifredi, rendendo necessario il totale ripensamento delle destinazioni d'uso delle strutture di Firenze Statuto: la grande sala d'attesa centrale collocata al piano del ferro è diventata così spazio per esposizioni artistiche, mentre gli uffici per il check-in a livello strada, ai lati del ponte, sono stati utilizzati come Ufficio Postale e come negozio.

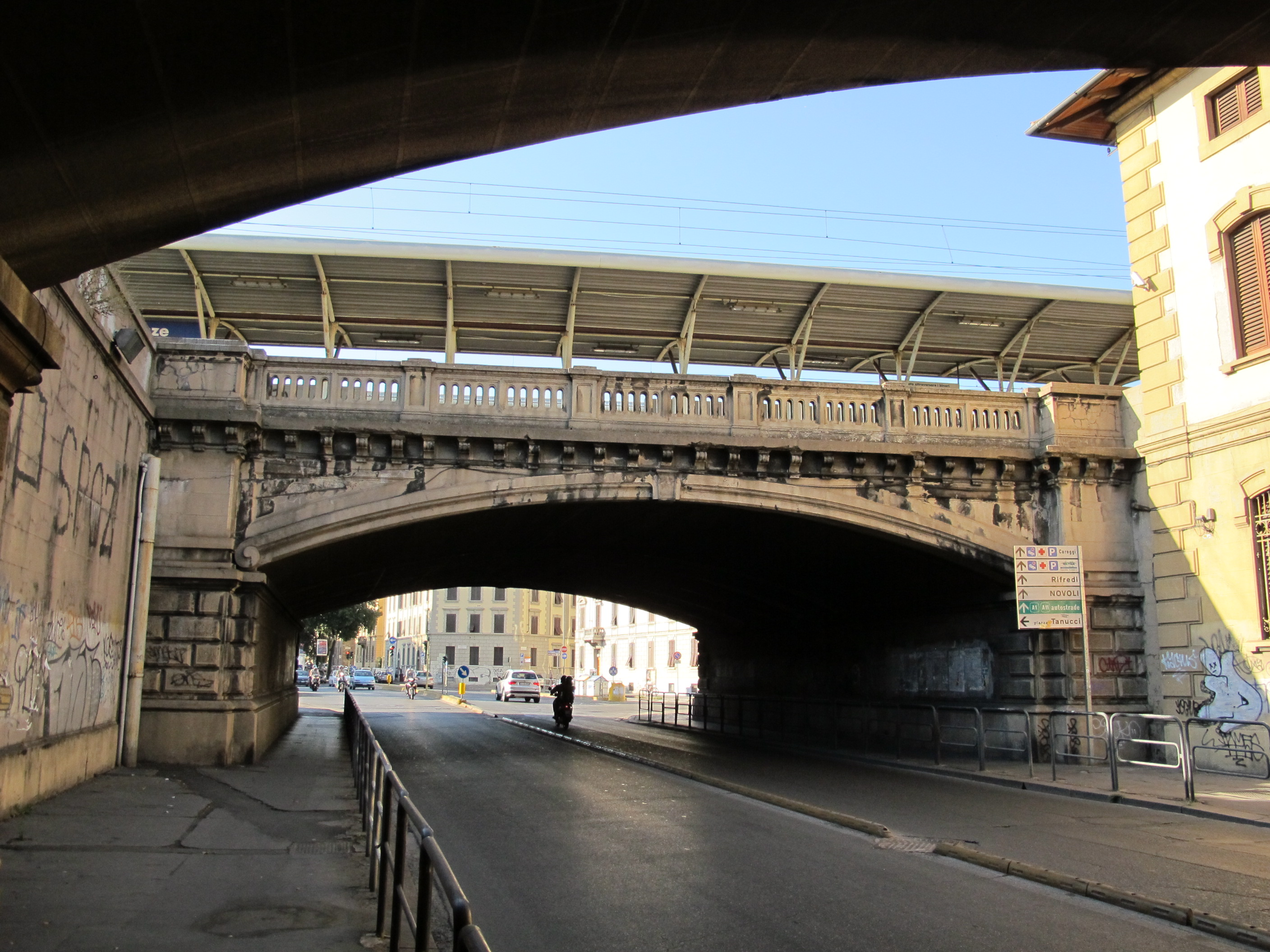
Il doppio cavalcavia in un'immagine precedente al passaggio della linea tranviaria T1 Leonardo

### Fortuna critica
Al pari della contemporanea opera del Terminal in via Valfonda, la stazione di Statuto è stata all'inizio un oggetto architettonico facile da accettare, soprattutto per il carico di riferimenti e di citazioni che essa sostiene sia per le forme che per i materiali utilizzati. Ma se alcuni, ad esempio, hanno giudicato "un po' forzata" la citazione della finestra buontalentiana, nel complesso l'operazione effettuata da Toraldo di Francia su Firenze Statuto ha riscosso il favore della critica, che ne ha colto il senso della necessità del recupero globale del patrimonio dei manufatti ferroviari, - normalmente estranei al tessuto cittadino - , la volontà di unire architettura e scenografia urbana, il gioco di rimandi al linguaggio architettonico della città storica e a quello della periferia, la sintesi effettuata tra "gli elementi e le suggestioni presenti nel luogo in cui nasce" e la "libera invenzione di forme, di ritmi compositivi, di soluzioni costruttive".
Nelle letture più recenti, l'intervento è citato come un "raro segnale di sopravvivenza della cultura architettonica" nella Firenze degli anni '90.

### Descrizione
La stazione chiude il lato Sud della piazza L. A. Muratori, snodo e confluenza delle vie G. Richa, G. Milanesi, C. Guasti, G.G. Pagnini, G. Lami e via dello Statuto. Quest'ultima, scavalcata dal doppio ponte ferroviario, costituisce un importante asse di penetrazione verso il centro cittadino e l'immediato collegamento con la vicina Fortezza da Basso.
La piazza, vitalizzata da un intenso flusso veicolare e da un notevole traffico pedonale - data anche la presenza di un piccolo mercato rionale sul viale Cadorna dietro il muro di contenimento della ferrovia - presenta una conformazione planimetrica trapezoidale con un'isola pedonale centrale modestamente alberata; l'invaso spaziale della piazza è definito sui lati da un fitto tessuto edilizio di tipo residenziale, con costruzioni degli anni Venti-Trenta del Novecento ed un più "moderno" edificio risalente agli anni Cinquanta-Sessanta in angolo tra le vie Richa e Milanesi, mentre sul lato Sud il rilevato ferroviario, alto circa 6 m, costituisce un vero e proprio sbarramento in direzione della città antica.
La stazione appare concepita come una architettura-filtro tra la periferia e il nucleo storico cittadino. È un'architettura "in forma di facciata", che riprende in chiave contemporanea il linguaggio proprio dei manufatti ferroviari, sovrapponendosi al rilevato esistente e risolvendo nel suo spazio interno il collegamento tra le due diverse quote del piano stradale e del piano del ferro.
Si presenta complessivamente "come un loggiato aperto nei due sensi interno-esterno con alcune parti chiuse", che esprime la duplice funzione di fondale scenografico come nuova porta cittadina e di punto "eccezionale" di osservazione della scena urbana.
La lunghezza del fronte (circa 140 m) e la conseguente orizzontalità della composizione viene bilanciata dalla verticalità delle nove colonne giganti che serrano le due logge simmetriche ai lati della grande travatura centrale Vierendel, adottata a memoria dei ponti ferroviari tardo-ottocenteschi, che ingloba il ponte esistente su via dello Statuto anteponendosi ad esso.
Chiusa da vetrate, la travatura Vierendel delimita lo spazio della ex-sala d'attesa posta al livello del piano del ferro, oggi utilizzata come spazio espositivo, che viene quindi a costituirsi come una veranda di osservazione sia verso la città che verso la collina a Nord. La finestra in pietra di ascendenza buontalentiana, posta al centro della travatura stessa sul lato verso piazza Muratori, connota fortemente il prospetto e, inquadrando in lontananza la lanterna della cupola brunelleschiana, ribadisce la volontà di fornire una visione bifronte del tessuto urbano.
La travatura centrale e le due logge laterali sono riunificate nel disegno dalla copertura metallica costituita da una pensilina aggettante, che salda con un unico profilo orizzontale i diversi elementi del prospetto.

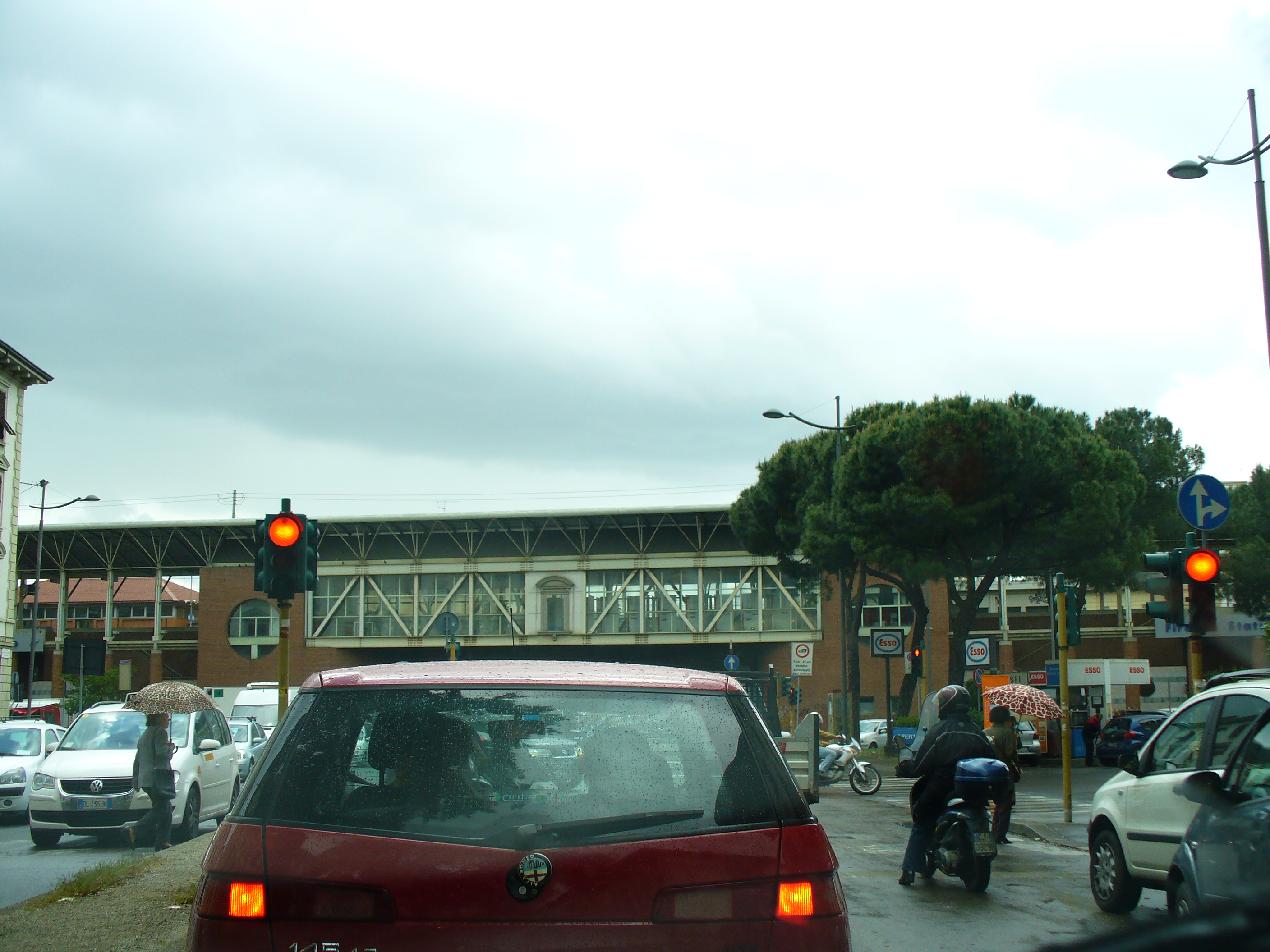
Stazione di Firenze Statuto nel 2009

La pensilina presenta in sezione una sagoma a doppio profilo arcuato convergente verso l'interno; il lato sporgente verso la piazza, dimensionalmente più ampio, è sostenuto da aste metalliche aperte a ventaglio, impostate su ritti verticali metallici a sezione decrescente verso l'alto e a loro volta ancorati alle sottostanti colonne in cemento armato rivestite in laterizio a vista.
Sul lungo marciapiede di servizio, la copertura appare invece sorretta da singole aste metalliche oblique, al pari della pensilina posta di fronte, sul secondo binario, che in questo caso si ancora ad una base sagomata in cemento preformato che funge sia da barriera protettiva che da seduta continua per l'attesa.
L'accesso al secondo binario avviene tramite un sottopasso di comunicazione posto all'interno del loggiato di destra, dove continua la pavimentazione in porfido a piastrelle quadrate dell'ampio marciapiede antistante il corpo di fabbrica della stazione. Il porfido, questa volta lucidato, viene utilizzato anche per la pavimentazione dei locali al livello del piano del ferro (sala espositiva, vari locali di servizio) e di quelli a pian terreno, già destinati a servizi per i treni "pendolini", che sono stati per qualche tempo occupati da un ufficio postale (a destra, verso via G. Richa) e da un esercizio commerciale (a sinistra, verso via G. Lami).
Nello spazio interstiziale dei due portici, tra le colonne e il muro di contenimento, sono simmetricamente posizionate le scalinate rettilinee a doppia rampa, di collegamento tra la piazza e i binari. I blocchi scala sono caratterizzati dal rivestimento in piccole lastre di marmi colorati: il bianco di Carrara, il verde serpentino e il rosa di Verona (secondo un motivo utilizzato anche nel Terminal della stazione di Firenze Santa Maria Novella), che spiccano sul grigio della pavimentazione in porfido e sull'uniformità del rosso mattone delle murature.
Un tale utilizzo dei materiali - il mattone a mano "rustico" posato a giunti raschiati e stilati per il rivestimento delle strutture in elevazione, il porfido grezzo della pavimentazione e il marmo policromo dei blocchi scala; le vetrate di chiusura della travatura, il metallo verniciato dei ritti e della pensilina di copertura - suggerisce una sequenza di immagine che va dal "pietroso" della parte basamentale, la cui solidità d'impianto è appunto espressa dai materiali tradizionali, all'"arioso" della parte superiore, dove la costruzione acquista snellezza e leggerezza con l'adozione di materiali artificiali.
Alle estremità destra e sinistra dei loggiati il fabbricato prosegue con una parete compatta che si aggancia con andamento curvilineo ai muraglioni preesistenti lungo le vie G. Richa e G. Lami, mentre le due spalle di raccordo con il ponte su via dello Statuto, bucate al primo piano da un grande finestrone circolare, contengono al piano terreno due blocchi di servizi igienici.

## Strutture e impianti
Il piazzale è composto da tre binari, tutti destinati al servizio passeggeri, serviti da due banchine collegate tra loro da un sottopassaggio. Entrambe le banchine sono coperte da pensiline nella parte vicina all'ingresso della stazione. Il terzo binario, lungo 170 m, è usato per incroci e precedenze, nonché per la sosta dei mezzi verso il Deposito di Firenze Romito a cui la stazione è collegata direttamente.
La banchina a servizio del secondo e del terzo binario risulta di difficile accesso per coloro che hanno difficoltà motorie.

## Movimento

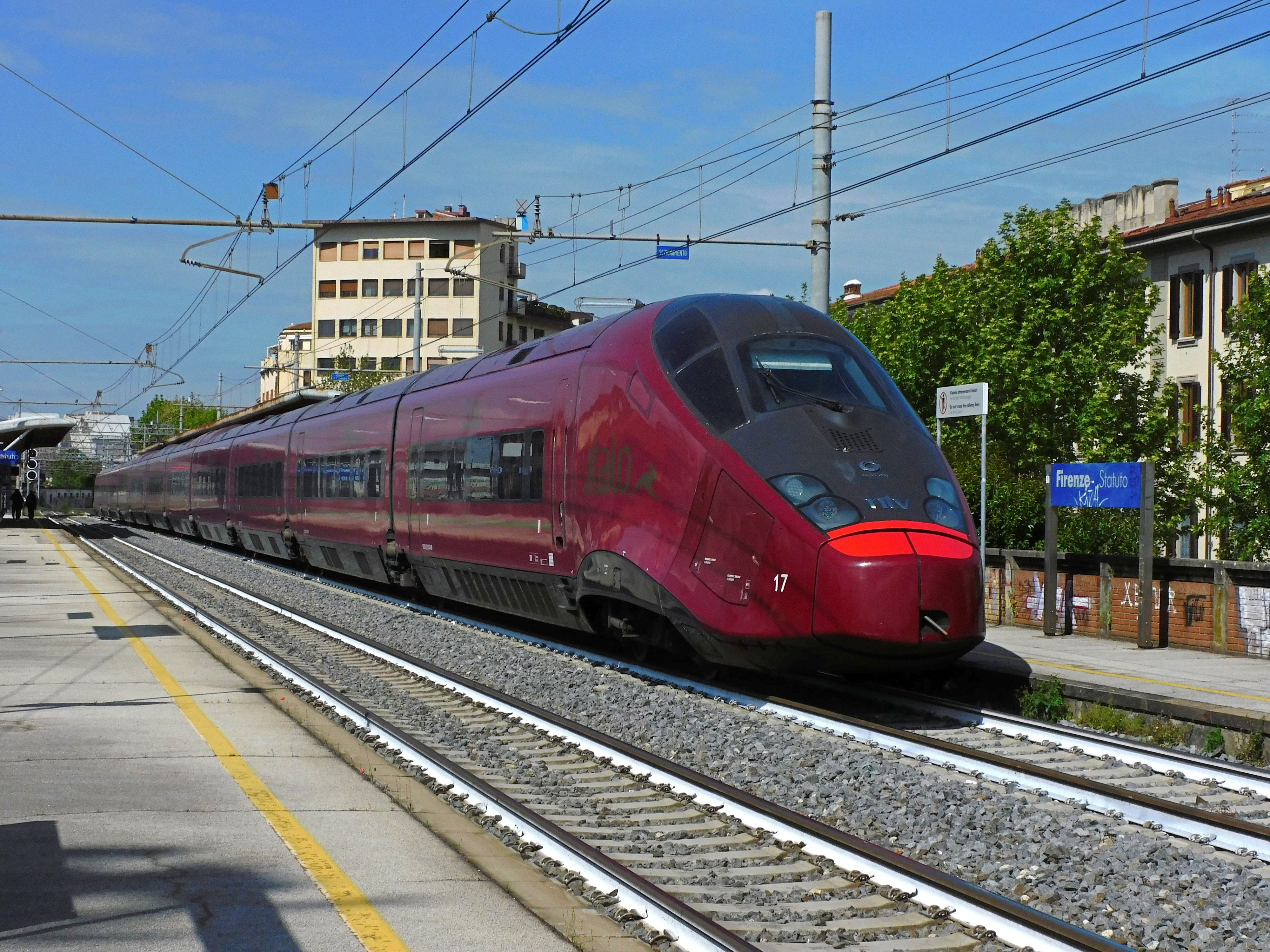
Un AGV Italo in transito presso Firenze Statuto

La stazione è servita da treni regionali svolti da Trenitalia nell'ambito del contratto di servizio stipulato con la Regione Toscana, che non transitano a Firenze Santa Maria Novella, per non effettuare il regresso. Le destinazioni principali sono: Arezzo, Bologna Centrale, Firenze Campo di Marte, Firenze Rifredi, Montevarchi-Terranuova, Pistoia e Prato Centrale.
Trovandosi sulla linea direttissima tra Firenze Rifredi e Firenze Campo di Marte, presso la stazione transitano anche i treni ad alta velocità, sia di Trenitalia sia di Italo, che effettuano servizio diretto fra le stazioni di Milano Centrale e Roma Termini.

## Servizi
- Biglietteria automatica

## Interscambi
- Fermata tram (Muratori-Stazione Statuto, linea T1)
- Fermata taxi
- Fermata autobus